# Mina Ahadi

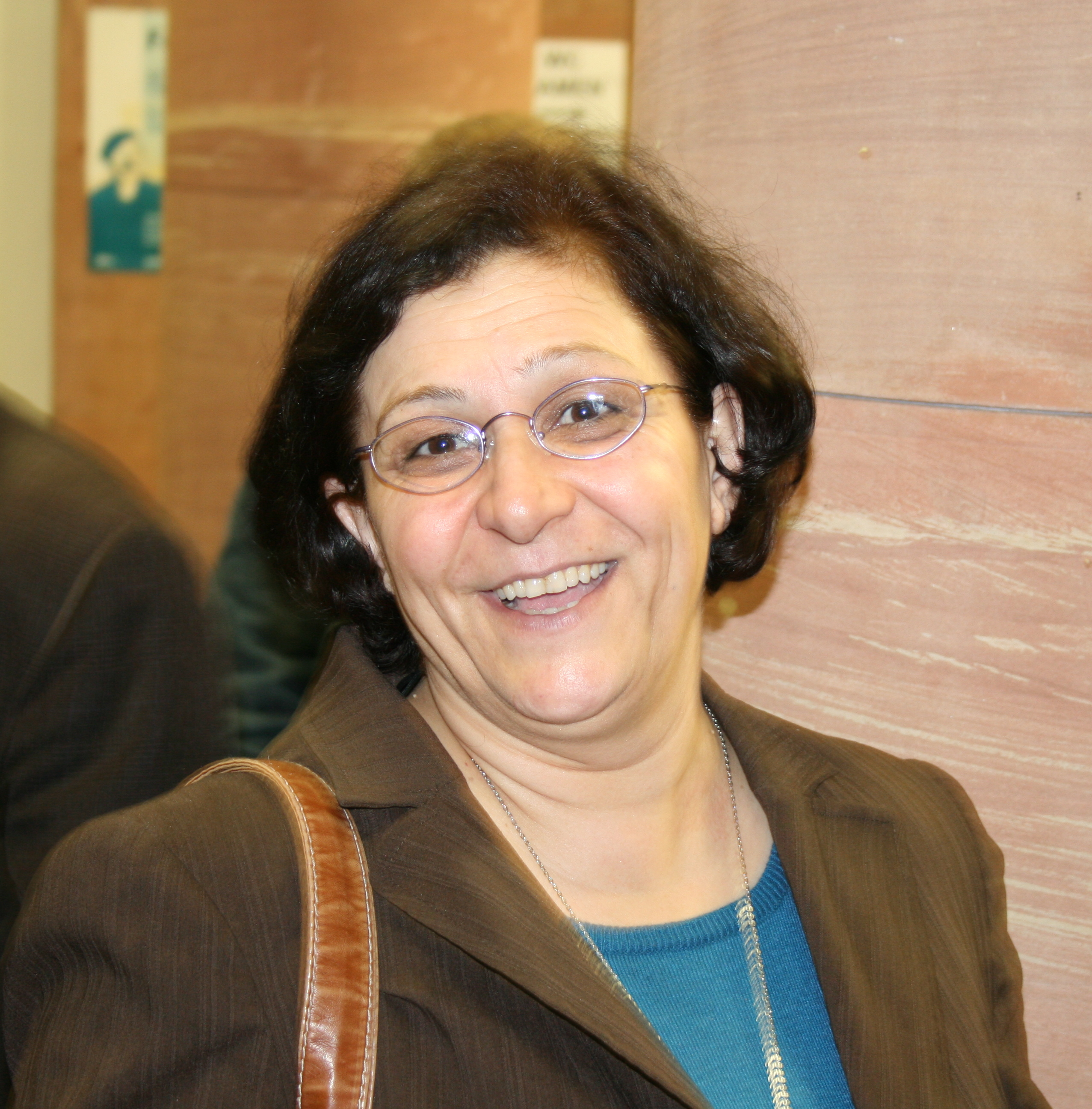
Mina Ahadi, 2007

Mina Ahadi (persisch مینا احدی anhörenⓘ; * 25. Mai 1956 in Abhar, Iran) ist eine österreichische politische Aktivistin iranischer Herkunft. Ihr Schwerpunkt ist die Verteidigung von Menschenrechten gegen den politischen Islam. Seit dem Jahr 2007 ist sie Vorsitzende des von ihr mitgegründeten Zentralrats der Ex-Muslime.

## Leben

### Kindheit, Jugend und Studium im Iran
Mina Ahadis Eltern gehörten der ethnischen Minderheit der Aserbaidschaner im Iran an. Nach dem frühen Tod des Vaters zog die Mutter Ahadi und ihre vier Geschwister in dörflicher Umgebung alleine groß. Sah Ahadi während ihrer Kindheit noch die Tschador tragende Mutter als Vorbild an, wandte sie sich in ihrer Jugend unter dem Einfluss des atheistischen Großvaters und eines „farbigen Lebens ohne Kopftuch“ in Teheran vom Islam ab.
Im Jahr 1974 begann Ahadi mit dem Studium der Medizin an der Universität Täbris, musste dieses jedoch wenige Wochen später abbrechen, nachdem sie sich geweigert hatte Kopfbedeckung zu tragen. Sie engagierte sich in der linken Opposition sowohl gegen Schah Mohammad Reza Pahlavi, nach Gründung der Islamischen Republik Iran im Jahr 1979 auch gegen dieses neue Regime.
Zwischenzeitlich hatte Ahadi ihr Medizinstudium wieder aufgenommen und stand kurz vor ihrem Abschluss, als sie sich im Jahr 1980 an einer Protestaktion gegen eine Pflicht zur Vollverschleierung beteiligte und daraufhin zwangsexmatrikuliert wurde. Ende 1980 verhaftete der iranische Geheimdienst VEVAK bei der Durchsuchung ihrer Wohnung ihren damaligen Ehepartner sowie fünf Gäste; diese sechs Personen wurden kurz darauf wegen politischer Aktivitäten hingerichtet.

### Flucht in Kurdenregion und nach Europa
Mina Ahadi gelang nach monatelangem Verstecken im Teheraner Untergrund im Jahr 1981 die Flucht in die Kurdenregion im Westen des Landes. Dort verbrachte sie knapp zehn Jahre als Partisanin bei der kommunistischen Untergrundorganisation Komalah. Hierbei lernte sie ihren zweiten Mann kennen, von dem sie schwanger wurde. Im Jahr 1990 floh Ahadi nach Österreich und ließ sich in Wien nieder; dort gebar sie ihre Tochter, ihr Mann folgte ihr ein Jahr später dorthin.
Als Ahadi im Jahr 1994 in Wien Besuch von ihrer Mutter aus dem Iran bekommen hatte, wurde diese nach der Rückkehr für zwei Wochen inhaftiert und nach dem Aufenthaltsort der Tochter befragt. Unter Druck verriet die Mutter diesen, konnte aber ihre Tochter noch rechtzeitig vor der drohenden Verfolgung warnen. Mit ihrer Familie floh Ahadi im Jahr 1995 von Wien nach Köln, wo auch ihre zweite Tochter geboren wurde.

### Internationaler politischer Aktivismus
Ahadi gründete im Jahr 2000 das Internationale Komitee gegen Steinigung, welches sich zu einem internationalen Netzwerk von rund 200 Einzelorganisationen entwickelte und welches laut Presseangaben durch Proteste bei Regierungen Steinigungen verhindern konnte. Durch ihre Bekanntheit im Iran und auch der Türkei wurde Ahadi laut Mediendarstellung zur Kontaktperson vieler Frauen aus jenen beiden Ländern, welche sich aufgrund drohender Ehrenmorde in Notlagen befanden.
Noch größere Medienaufmerksamkeit erhielt Ahadi im Jahr 2007 mit ihrer damaligen Gründung des Zentralrats der Ex-Muslime (2007) für vom Islam abtrünnige Menschen, dessen Vorsitzende sie seither ist. Weil diese Gründung einen Tabubruch darstellte, da im streng ausgelegten Islam eine Abkehr vom Glauben nicht vorgesehen ist und mit der Todesstrafe geahndet wird, erhielt Ahadi massive Bedrohungen und stand fortan unter Polizeischutz. Im Jahr 2008 gehörte sie zum Organisationsteam der Kritischen Islamkonferenz in Köln.
Ahadis eigenen Angaben von 2015 zufolge hat sie „seit Jahren in fast allen Städten Deutschlands gegen Steinigung, Hinrichtung, Burka, Frauenfeindlichkeit und islamischen Terrorismus Reden gehalten.“ Auch in ihrer vorherigen Exilheimat Österreich trat Ahadi, etwa in Kooperation mit dem Freidenkerbund Österreichs, als Rednerin auf. Ferner ist sie Gastautorin bei der Achse des Guten. Seit Oktober 2018 ist sie Botschafterin für den Verein intaktiv e. V., welcher sich, nach eigenen Angaben, für „genitale Unversehrtheit“ ausspricht.
Regelmäßig erhält Ahadi Morddrohungen wegen ihres Engagements.

## Positionen
Mina Ahadi verortet sich selbst als „linksorientierte Humanistin“.

### Ablehnung von Religionen
Als „radikale Atheistin“ geltend, bezeichnet Ahadi Religionen als „Instrumente der Unterdrückung“, die „dumm“ machen und „frauenfeindlich“ sind. Entsprechend fordert Ahadi „noch mehr Säkularismus, noch mehr Trennung zwischen Religion und Staat“.
Religiöse Symbole gehörten aus dem öffentlichen Raum verbannt, darunter auch das Kopftuch. Letzteres sei das Symbol dafür, dass der politische Islam „eine reaktionäre, faschistische Bewegung“ sei. So wie das Symbol des Nationalsozialismus das Hakenkreuz war, so sei es im Islam das Kopftuch. Ahadi fordert ein Verbot von Kopftüchern bei Kindern sowie die Abschaffung von Religionsunterricht „egal welcher Konfessionen“ und wendet sich gegen die Befreiung muslimischer Mädchen vom koedukativem Sportunterricht aus religiösen Gründen sowie gegen religiöse Beschneidungen. Weder Glockenläuten noch Muezzinrufe sollte es ihrer Meinung nach in der Öffentlichkeit geben.
Die von Ahadi vertretenen „menschenrechts- und frauenrechtsorientierten Werte“ stünden keineswegs in „christlich-abendländischer“, sondern vielmehr in „humanistischer“ Tradition. Diese Werte seien gegen den Widerstand der christlichen Kirchen „bitter erkämpft“ worden und nun gegen islamische Verbände zu verteidigen. Denn islamische Organisationen, welche islamische Traditionen auch in Deutschland durchsetzen wollen, „bereiten den Boden für so etwas wie die Scharia-Polizei“.

### Schuldzuweisung gegen den Westen
Als bekennende „Linke und Kommunistin“, die den Kommunismus als „die richtige, schöpferische Antwort auf die Probleme der Menschheit für ein besseres Leben“ lobt, sieht Ahadi die Entstehung des islamischen Terrorismus „eng mit dem kapitalistischen System verbunden“. Westliche Regierungen hätten Verbindungen von Ländern zur Sowjetunion verhindern wollen und „auf den politischen Islam zur Sicherung eigener Macht gesetzt“. Diesen Vorwurf bezieht Ahadi ausdrücklich auch auf ihr Heimatland; dort habe der Westen „mit dem Sturz des Schahs einem Monster geholfen, das jetzt nach Europa gekommen ist“.
Islamistische Bestrebungen würden bis in die Gegenwart „zulasten emanzipatorischer Bewegungen“ von westlichen Regierungen unterstützt. Als Beispiel hierfür sieht sie die internationale Weichenstellung zur Regierungsbildung in Afghanistan an, bei der alle modernen und säkularen politischen Kräfte ausgeschlossen und Bürgerrechte durch religiös-ethnisches Recht ersetzt worden seien.

### Kritik an deutscher Politik
Mina Ahadi wirft der deutschen Politik die Unterstützung „reaktionärer islamischer Organisationen“ vor. Sie kritisiert staatliche Versuche, Unterstützer des politischen Islam in Bemühungen gegen Radikalisierung in Deutschland einzubeziehen und kritisiert entsprechende Kooperationen der Bundesregierung. So sei die staatlich angelegte Deutsche Islamkonferenz „ein Werkzeug, mit dem die muslimischen Verbände die Scharia allmählich auf dem Boden der Bundesrepublik einführen wollen“.
Teils fand Ahadi mit derartiger Kritik wirksam Gehör: Kurz nach einem von ihr verfassten Offenen Brief an das Bundesfamilienministerium im Juli 2017 distanzierte sich dieses von seiner vorherigen Unterstützung eines Workshops mit der Türkischen Gemeinde in Deutschland, Ministerin Katarina Barley versprach eine Antwort auf Ahadis Brief.
Schuld am wachsenden Einfluss der Partei Alternative für Deutschland sind laut Ahadi auch linke Parteien und linke Organisationen, soweit diese den Islam als Verbündete im Kampf gegen Imperialismus sehen und verharmlosen.
Ein vom Bundestag verabschiedetes Gesetz zur Legitimierung der Vorhautbeschneidung rügt Ahadi als „Schande für die Errungenschaften der modernen Gesellschaft, die Selbstbestimmung des Einzelnen und unserer Verantwortung gegenüber allen Kindern weltweit.“ Mit diesem „Missbrauch der Religionsfreiheit“ sei das Recht auf körperliche Unversehrtheit verletzt, die deutsche Politik habe dem Druck religiöser Gruppierungen nachgegeben und sei dadurch „Mittäter bei Menschenrechtsverletzungen“.

### Abgrenzung vom Rechtspopulismus
Entschieden wehrt sich Mina Ahadi gegen die Vereinnahmung durch Rechtspopulismus. Eine Kooperation mit der Alternative für Deutschland lehnt sie mit der Begründung ab, dass diese Partei eine ähnliche autoritäre, homophobe und sexistische Position wie die ultrakonservativen Islamverbände vertrete. Mit „ihrem traditionell-patriarchalen Familienbild, ihrer Aversion gegen eine fortschrittliche Sexualerziehung und ihrer rückständigen Haltung zu Menschenrechten und Wissenschaft“ sei die Partei ähnlich fundamentalistisch ausgerichtet wie die Islamisten.
Mit ähnlicher Begründung wehrt sich Ahadi gegen Versuche der Instrumentalisierung durch das Blog Politically Incorrect, welchem sie vorwirft, wie die Islamisten ohne Rücksicht auf die Individuen die Welt in „Gut und Böse“ einzuteilen. Die vermeintliche Islamkritik des Blogs sei ein Deckmantel, unter dem Rassismus und zynische Abschottungsphantasien verschleiert werden.

## Kritik

### Vorwürfe innerhalb der deutsch-iranischen Exilopposition
Laut übereinstimmender Darstellung überregionaler Zeitungen ist Mina Ahadi in der deutsch-iranischen Exilopposition äußerst umstritten. Grund hierfür sei ihr Verhalten während einer von der Heinrich-Böll-Stiftung veranstalteten Konferenz im April 2000 in Berlin, die eine Diskussion zwischen liberalen Geistlichen und linken Oppositionellen eröffnen wollte. Mit einer Gruppe radikaler Exiliraner habe Ahadi aus dem Publikum so lange durch das Skandieren von Parolen wie „Tod der islamischen Republik!“ gestört, bis die Veranstaltung abgebrochen werden musste.
Der bei der Konferenz anwesende iranische Geheimdienst filmte laut Presseangaben die Störaktion von Ahadis Gruppe und verbreitete die Bilder öffentlichkeitswirksam über das iranische Staatsfernsehen. Dem Regime habe Ahadi somit einen Beweis für die vermeintlich revolutionäre Absicht der Berliner Veranstaltung geliefert, was ausschlaggebend für die Verhaftung aller oppositioneller iranischer Teilnehmer dieser Konferenz nach deren Rückkehr in den Iran gewesen sei. Sämtliche Festgenommenen wurden zu mehrjährigen Haftstrafen verurteilt, darunter auch der Publizist Akbar Gandschi, welcher nach sechs Jahren im Gefängnis nach einem Hungerstreik im Jahr 2006 freigelassen wurde.

### Vorwürfe der Pauschalisierungen gegen den Islam
Trotz ihrer eigenen klaren Verortung im linken Lager wird Ahadi gelegentlich seitens linker Kreise in die Nähe von Rechtspopulismus und Rassismus gerückt. Die Tageszeitung kritisierte, Ahadi lasse seit Gründung des Zentralrats der Ex-Muslime keine Gelegenheit aus, „über den Islam zu schimpfen“ und arbeite mit „Ressentiments gegenüber dem Glauben“.
Der Philosoph Michael Schmidt-Salomon hält diese Vorwürfe für unbegründet und konstatierte als Reaktion auf Angriffe Frankfurter linker Kreise, Ahadi habe „für Flüchtlinge aus islamischen Ländern mehr getan als wohl sämtliche Frankfurter Antifas zusammengenommen“. Allerdings distanziert sich auch Schmidt-Salomon als Vorstandssprecher der säkularen Giordano-Bruno-Stiftung von pauschalisierenden Thesen Ahadis wie jener, wonach der Islam nicht reformierbar sei; im Gegensatz zu Ahadi schließt die Stiftung nicht aus, „dass es humanistische Islaminterpretationen gibt, die sich unter gesellschaftlich günstigen Umständen durchsetzen könnten“.

## Ehrungen
Mina Ahadi wurde im Oktober 2007 von der britischen National Secular Society mit dem mit 5000 britischen Pfund dotierten Irwin Prize for Secularist of the Year ausgezeichnet.

## Film
- Mina – Der Preis der Freiheit (2022), Regie: Hesam Yousefi[48][49]